# Onthophagus paulianellus
Onthophagus paulianellus är en skalbaggsart som beskrevs av Frey 1958. Onthophagus paulianellus ingår i släktet Onthophagus och familjen bladhorningar. Inga underarter finns listade i Catalogue of Life.